# Hashiuchi Yuya
Yuya Hashiuchi (橋内 優也 Hashiuchi Yūya, sinh ngày 13 tháng 7 năm 1987 ở Rittō, Shiga) là một cầu thủ bóng đá người Nhật Bản thi đấu cho Matsumoto Yamaga FC tại J2 League, ở vị trí trung vệ.

## Sự nghiệp
Ossan ra mắt cho Sanfrecce Hiroshima ngày 3 tháng 5 năm 2006, tại sân vận động Komaba trước Omiya Ardija.
Anh thay cho Hisato Satō sau 75 phút trong chiến thắng 1–0 cho Hiroshima.
Ngày 1 tháng 2 năm 2010, Ossan gia nhập đội bóng tại J. League Division 2 Tokushima Vortis theo dạng cho mượn đến tháng 1 năm 2011. Ngày 17 tháng 12 năm 2010, Ossan ký một bản hợp đồng vĩnh viễn Tokushima đến hết mùa giải sau khi hợp đồng của anh bị Hiroshima hủy bỏ.

## Thống kê sự nghiệp
Cập nhật đến ngày 23 tháng 2 năm 2016.
| Câu lạc bộ          | Mùa giải            | Giải vô địch | Giải vô địch | Cúp Hoàng đế Nhật Bản | Cúp Hoàng đế Nhật Bản | J. League Cup | J. League Cup | Tổng cộng | Tổng cộng |
| Câu lạc bộ          | Mùa giải            | Số trận      | Bàn thắng    | Số trận               | Bàn thắng             | Số trận       | Bàn thắng     | Số trận   | Bàn thắng |
| ------------------- | ------------------- | ------------ | ------------ | --------------------- | --------------------- | ------------- | ------------- | --------- | --------- |
| Sanfrecce Hiroshima | 2006                | 1            | 0            | 0                     | 0                     | 2             | 0             | 3         | 0         |
| Sanfrecce Hiroshima | 2007                | 0            | 0            | 0                     | 0                     | 0             | 0             | 0         | 0         |
| Sanfrecce Hiroshima | 2008                | 2            | 0            | 0                     | 0                     | –             | –             | 2         | 0         |
| Sanfrecce Hiroshima | 2009                | 1            | 0            | 0                     | 0                     | 1             | 1             | 2         | 1         |
| Gainare Tottori     | 2009                | 10           | 4            | –                     | –                     | –             | –             | 10        | 4         |
| Tokushima Vortis    | 2010                | 6            | 0            | 0                     | 0                     | –             | –             | 6         | 0         |
| Tokushima Vortis    | 2011                | 11           | 0            | 1                     | 0                     | –             | –             | 12        | 0         |
| Tokushima Vortis    | 2012                | 25           | 3            | 0                     | 0                     | –             | –             | 25        | 3         |
| Tokushima Vortis    | 2013                | 13           | 1            | 0                     | 0                     | –             | –             | 13        | 1         |
| Tokushima Vortis    | 2014                | 23           | 2            | 0                     | 0                     | 1             | 0             | 24        | 2         |
| Tokushima Vortis    | 2015                | 17           | 1            | 0                     | 0                     | –             | –             | 17        | 1         |
| Tổng cộng sự nghiệp | Tổng cộng sự nghiệp | 119          | 11           | 1                     | 0                     | 4             | 1             | 124       | 12        |